# Janusz Samorzewski
Janusz Samorzewski (ur. 9 sierpnia 1935, zm. 21 lipca 2007) – polski koszykarz, trzykrotny mistrz Polski.

## Osiągnięcia
Drużynowe
- Mistrz Polski (1960[2], 1961[3], 1963)
- Brązowy medalista mistrzostw Polski (1962)
- Uczestnik rozgrywek Pucharu Europy Mistrzów Krajowych (1960–1962 – TOP 8[4], 1963/1964 – TOP 8[5])